# Szpital Powiatowy w Stargardzie
Szpital Powiatowy Samodzielny Publiczny Wielospecjalistyczny Zakład Opieki Zdrowotnej im. Kazimierza Dłuskiego w Stargardzie – jedyny szpital w Stargardzie, przy ul. Wojska Polskiego 27 i Staszica 16. Obiekt został oddany do użytku w 1878 r. jako niemiecki szpital Moviusa, który istniał do 1945 r., od 1945 r. jako szpital polski, od 1946 r. jako miejski i powiatowy, od 1999 r. jego organem założycielskim jest Zarząd Powiatu Stargardzkiego. Szpital pełni rolę ośrodka referencyjnego II stopnia dla miasta i powiatu stargardzkiego.

## Geneza szpitalnictwa w Stargardzie

### Powstanie pierwszych ośrodków leczniczych
Pierwsze wzmianki dotyczące szpitalnictwa w Stargardzie sięgają połowy XIV wieku, gdzie władał Pomorzem książę Barnim III Wielki. W mieście powstały i funkcjonowały 4 ośrodki lecznicze: szpital św. Ducha, Lazarety: św. Jerzego, św. Jobsta jako ośrodek leczniczy dla ubogich. Leczono tu chorych na dżumę oraz inne choroby zakaźne, jak ospa, cholera, syfilis, suchoty czy trąd. Po opanowaniu epidemii przyjmowano starców i biednych. Z czasem szpitale i lazarety zatraciły swój charakter i stały się przytułkami.

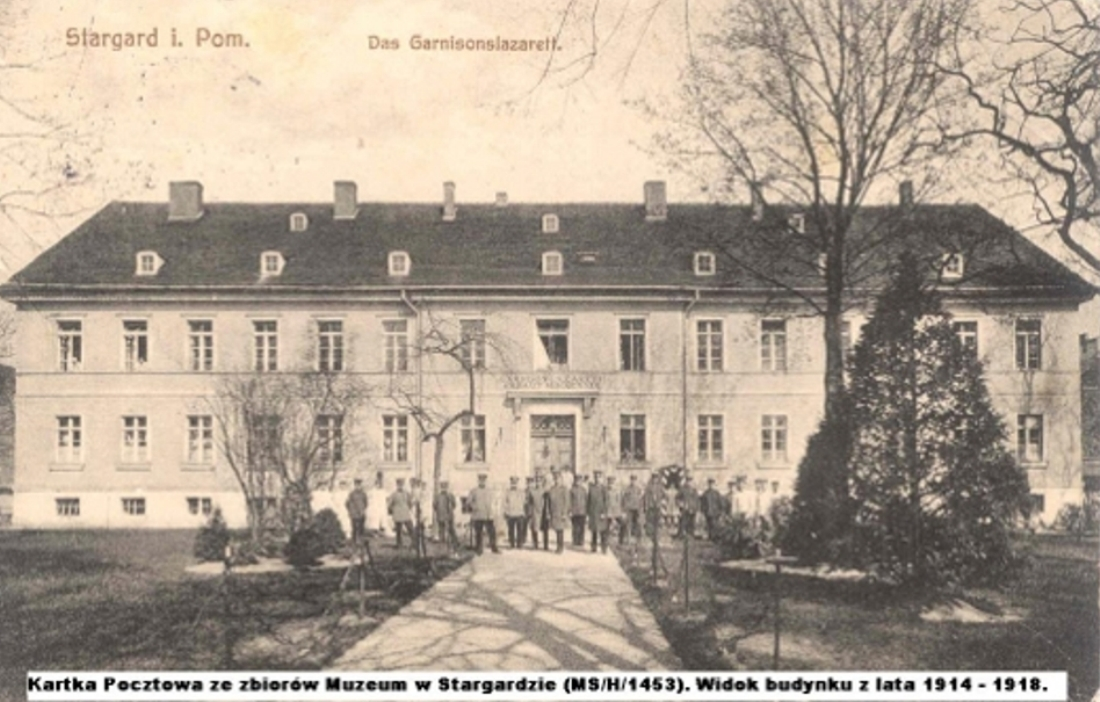
Szpital garnizonowy-lazaret, 1914

Po działaniach wojennych I wojny światowej stan budynków nie pozwalał na dalsze funkcjonowanie. W 1945 r., w wyniku działań II wojny światowej, uległy budynki dużemu zniszczeniu.

### Powstanie szpitali w XVIII, XIX i XX wieku
Po upadku pierwszych ośrodków leczniczych Stargard przez trzy wieki był pozbawiony szpitali. Dopiero w 1747 r. powstał szpital Kniggen-Jobst-Hospital. W 1820 r. w Bramie Świętojańskiej zorganizowano szpital dla obłąkanych. W 1829 r. został wzniesiony szpital wojskowy przy ulicy Friedrichstrasse 29 jako szpital garnizonowy stargardzkiego garnizonu (nosił nazwę Garnison Lazarett w 1907 r. i Standort Lazarett w 1923 r., w 1911 r. naczelnym lekarzem szpitala był dr Stoldt, w 1917 r. dr Arbeit, w 1925 r. dr Wedekind).
W latach 70. XIX wieku rozpoczęto budowę nowoczesnych szpitali. W południowej części miasta powstały szpitale:
- Karowa
- Wilhelma
- Jürgena (dla osób starszych)

W 1879 r. powstał szpital Movius-Hospital. Funkcjonujące szpitale, miejski Moviusa, wojskowy i inne lecznice nie zaspokajały w pełni potrzeb Stargardu i okolic. W związku z tym w okresie międzywojennym powstało kilka mniejszych lecznic i rozbudowano dotychczasowy szpital garnizonowy, w tym:
- Miejski Szpital Dziecięcy z około 150 łóżkami, umiejscowiony w sąsiedztwie Bramy Pyrzyckiej
- Miejski Szpital Położniczo-Ginekologiczny z 50 łóżkami
- Lecznica Laryngologiczna dr Doeringa z 40 łóżkami przy ul. Słowackiego

- Szpital Niemieckiego Czerwonego Krzyża z 40 łóżkami przy ul. Warszawskiej
- Zakład Położniczy dr Anfta z 12 łóżkami przy ul. Stefana Czarneckiego
- Szpital wojskowy (garnizonowy) z około 400 łóżkami przy ul. Warszawskiej (po 1945 roku pełnił rolę komendy Milicji Obywatelskiej, a następnie komendy Policji, obecnie w tym miejscu stoi nowy budynek policji)[5][3]
- Szpital dla jeńców wojennych ze Stalagu II D w szkole nr 3 przy ul. 1 Maja (obóz został założony na militarnym terenie treningowym we wrześniu 1939 r. przy Scharnhorststrase, obecnie al. Żołnierza)[7]

W czasie II wojny światowej w Stargardzie oprócz szpitala Moviusa i innych szpitali funkcjonował szpital II Okręgu Wojskowego (teren od Rugii do Lęborka) pełniąc funkcję lazaretu: Gimnazjum Groninga; Rezerwowy Lazaret (Schutzenhaus) w budynku Bractwa Kurkowego (obecny park Panorama); Lazaret (Königin Luise Schule) (obecnie Zespół Szkół nr 1 w parku 3 Maja); Królewski Rezerwowy Lazaret (Königlisches Reservelazarett Jobstschule) (obecnie szkoła przy obecnej ul. B. Limanowskiego).

## Historia niemieckiego szpitala Moviusa

### Szpital Miejski Moviusa

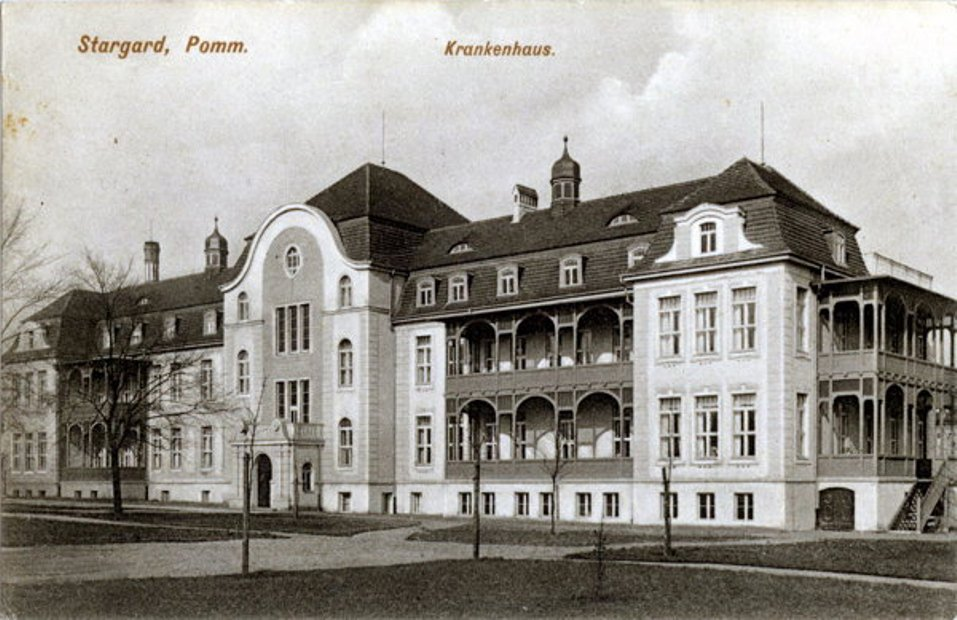
Stargard i. Pomm., 1915 r. Szpital Miejski Moviusa

W 1879 r. wybudowano szpital Movius Hospital (obecnie budynek A przy ul. Wojska Polskiego 27), swoją budową nawiązujący do budownictwa sanatoryjnego. Był to szpital miejski z 30 łóżkami, jednym lekarzem, któremu po zwiększeniu liczby łóżek do 50 w 1885 r. przydzielono asystenta. W budynku szpitalnego były drewniane werandy, na których leczono pacjentów terapią leżakowania i naświetlania promieniami słonecznymi.
Rozbudowa szpitala Moviusa
Na początku XX wieku z inicjatywy dyrektora szpitala dr. Webera w 1910 r. zostały otwarte kolejne dwa budynki z czerwonej cegły z przeznaczeniem na biuro i oddział męski na 100 łóżek. Wzniesiono nowoczesną pralnię chemiczną i postawiono kostnicę.
Szpital Moviusa w latach 1930–1945
W 1930 r. szpital składał się z sześciu pawilonów: męskiego, kobiecego, zakaźnego, administracyjnego, pralni z komorą dezynfekcyjną i pawilonu anatomopatologicznego. Szpital miejski zatrudniał tylko trzech lekarzy, 23 pielęgniarki i 17 salowych. W 1937 r. istniały jeszcze dwa budynki Mövius Hospital – w miejscu obecnego parkingu obok kościoła św. Ducha. W czasie II wojny w Stargardzie szpital Moviusa funkcjonował na potrzeby miasta i wojska.

## Historia polskiego szpitala po 1945
Działania wojenne spowodowały częściowe zniszczenie niektórych budynków szpitala Moviusa. Zbombardowany został budynek administracyjny oraz apteka szpitala Moviusa. Uległy zniszczeniu Miejski Szpital Dziecięcy oraz Położniczo-Ginekologiczny. Od 5 marca 1945 r. szpital przy ul. Wojska Polskiego był w dyspozycji Armii Czerwonej i dopiero w sierpniu 1946 r. Armia Radziecka przekazała ten szpitalny obiekt dla władz polskich.

### Polski szpital

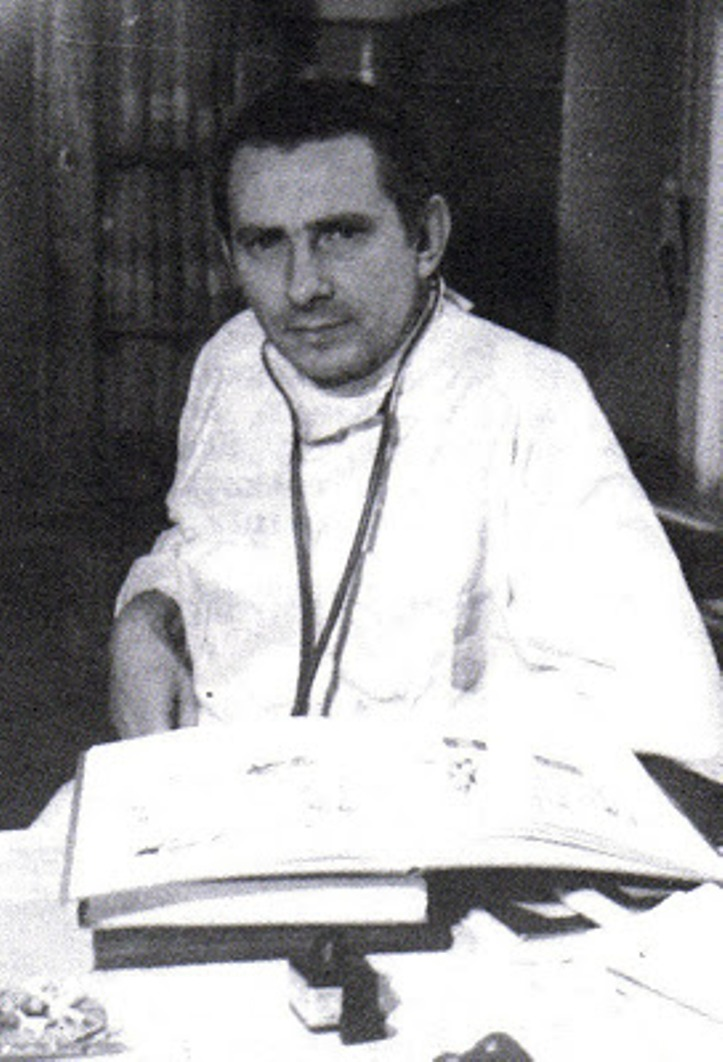
Bolesław Kaczyński. Pierwszy dyrektor (1945–1950)

10 maja 1945 r. przy ul. Edwarda Osóbki-Morawskiego (obecnie ul. Bydgoska) w budynku czynszowym został otwarty szpital 60-łóżkowy dla ludności cywilnej miasta i okolic. Szpitalem tym do sierpnia 1946 r. zarządzał dr Bolesław Kaczyński, który na podstawie pisma Wojewódzkiego Wydziału Zdrowia w Szczecinie z 22 maja 1945 r. został skierowany do pracy w przeniesionym obiekcie szpitalnym przy ul. Wojska Polskiego. W szpitalu tym pracował dr Lucjan Woś, który w tym samym roku zmarł śmiercią lekarza zarażając się od chorych durem brzusznym.
Szpital miejski
W sierpniu 1946 r. po przekazaniu szpitala przy ul. Wojska Polskiego przez Armię Radziecką dla władz polskich, naczelny lekarz dr Bolesław Kaczyński zorganizował dwa oddziały: wewnętrzny i chirurgiczny o łącznej liczbie 120 łóżek. Szpital rozpoczął swoją działalność jako szpital miejski z zadaniem zabezpieczenia podstawowych potrzeb zdrowotnych miasta i okolicy.
Szpital powiatowy
W 1946 r. Stargard stał się siedzibą powiatu stargardzkiego, w województwie szczecińskim. W tym samym roku szpital stał się szpitalem powiatowym. W 1947 r. powstały dwa nowe oddziały: pediatryczny i położniczy, które uruchomiono dzięki pracy lekarzy: dr. Morawskiego, dr. Biłyka i dr. Seneńko. W 1948 r. wybudowano dwa baraki, gdzie w jednym zorganizowano oddział zakaźny dziecięcy z 45 łóżkami, a w drugim oddział 24 łóżkowy dla chorych na gruźlicę płuc. W 1950 r. dr Bolesław Kaczyński został przeniesiony na stanowisko dyrektora Szpitala Powiatowego w Dębnie.
Nowym dyrektorem został Edward Tadlewski. W 1955 r. objął stanowisko dyrektora szpitala dr Tadeusz Kalinowski. Szpital dysponował 7 oddziałami z 326 łóżkami i kadrą medyczną z 19 lekarzami oraz 74 pielęgniarkami. Szpital w tym roku przyjął 6096 chorych, wykonano 533 zabiegów operacyjnych, odebrano 1081 porodów. W 1956 r. zatrudniono w szpitalu anatomopatologa. Przeprowadzono około 150 sekcji. W tymże roku wyremontowano pawilon na terenie szpitala kosztem 250 tysięcy złotych, który przeznaczono na cele mieszkaniowe dla pielęgniarek. W 1957 r. przeprowadzono remonty i modernizację. Urządzono izbę przyjęć, przebudowano blok operacyjny, zorganizowano oddział okulistyczny, ponadto wyremontowano pralnię, wymieniono instalację elektryczną, centralnego ogrzewania i wodno-kanalizacyjną, wybudowano kotłownię. W 1958 r. wykonano kapitalny remont pawilonu zakaźnego oraz remont w oddziale wewnętrznym. Przebudowano przy ówczesnej ulicy Świerczewskiego (obecnie ul. 11 Listopada) oddział gruźlicy płuc z 50 łóżkami. W kolejnych latach zorganizowano szkołę pielęgniarską w porozumieniu z PCK.
W 1960 r. szpital przyjął 6102 osób, przeprowadzono 738 zabiegów operacyjnych, odbyło się 924 porodów. W 1961 r. szpital zatrudniał 285 pracowników, w tym 35 lekarzy, 105 pielęgniarek i położnych, 80 salowych, 50 osób obsługi gospodarczej, 15 osób administracji oraz dysponował 395 łóżkami dla chorych. W latach 1961–1965 powstał nowy pawilon ginekologiczno-położniczy, dysponujący 80 łóżkami. Szpital był wówczas największym szpitalem powiatowym na terenie województwa szczecińskiego i cały czas się rozwijał, zwłaszcza dzięki staraniom zastępcy dyrektora ds. administracyjnych Zofii Białek.
Szpital Powiatowy Zespołu Opieki Zdrowotnej
W związku z reformą administracyjną kraju oraz zmianami w 1972 r. w resorcie zdrowia połączono w 1973 r. wszystkie jednostki służby zdrowia na terenie powiatu stargardzkiego w Zespół Opieki Zdrowotnej (ZOZ). W 1973 r. Stargard został wydzielony z powiatu i został powiatem miejskim. Szpital przy ulicy Wojska Polskiego 27 zmienił nazwę na Samodzielny Publiczny Zakład Opieki Zdrowotnej. Jednocześnie wchłonął struktury przychodni rejonowych. W związku ze wzrostem liczby mieszkańców miasta wynikła potrzeba zorganizowania kolejnych oddziałów. Szpital zapewniał leczenie na poziomie ówczesnej medycyny oraz możliwości ekonomicznych regionu. W 1973 r. dyrektorem szpitala został Eugeniusz Baryłkowski.
Szpital Miejski Samodzielnego Publicznego Zakładu Opieki Zdrowotnej’
W 1975 r. w wyniku reformy administracyjnej Polski zlikwidowano powiaty wprowadzając dwustopniowy szczebel administracji: gmina-województwo. Stargard został gminą miejską. Nadzór nad szpitalem przeszedł w ręce urzędu wojewódzkiego w Szczecinie. W 1982 r. dyrektorem szpitala został lek. Wacław Jakubowski, po nim od 1985 r. lek. Krzysztof Czarnecki. W latach 80. XX wieku podjęto decyzję budowy szpitala geriatrycznego w pobliżu osiedla Pyrzyckiego. Upadek systemu spowodował zatrzymanie prac budowlanych, a w konsekwencji ich całkowite zaprzestanie.

## Szpital po 1989

### Funkcjonowanie szpitala po zmianach politycznych (1989–2010)

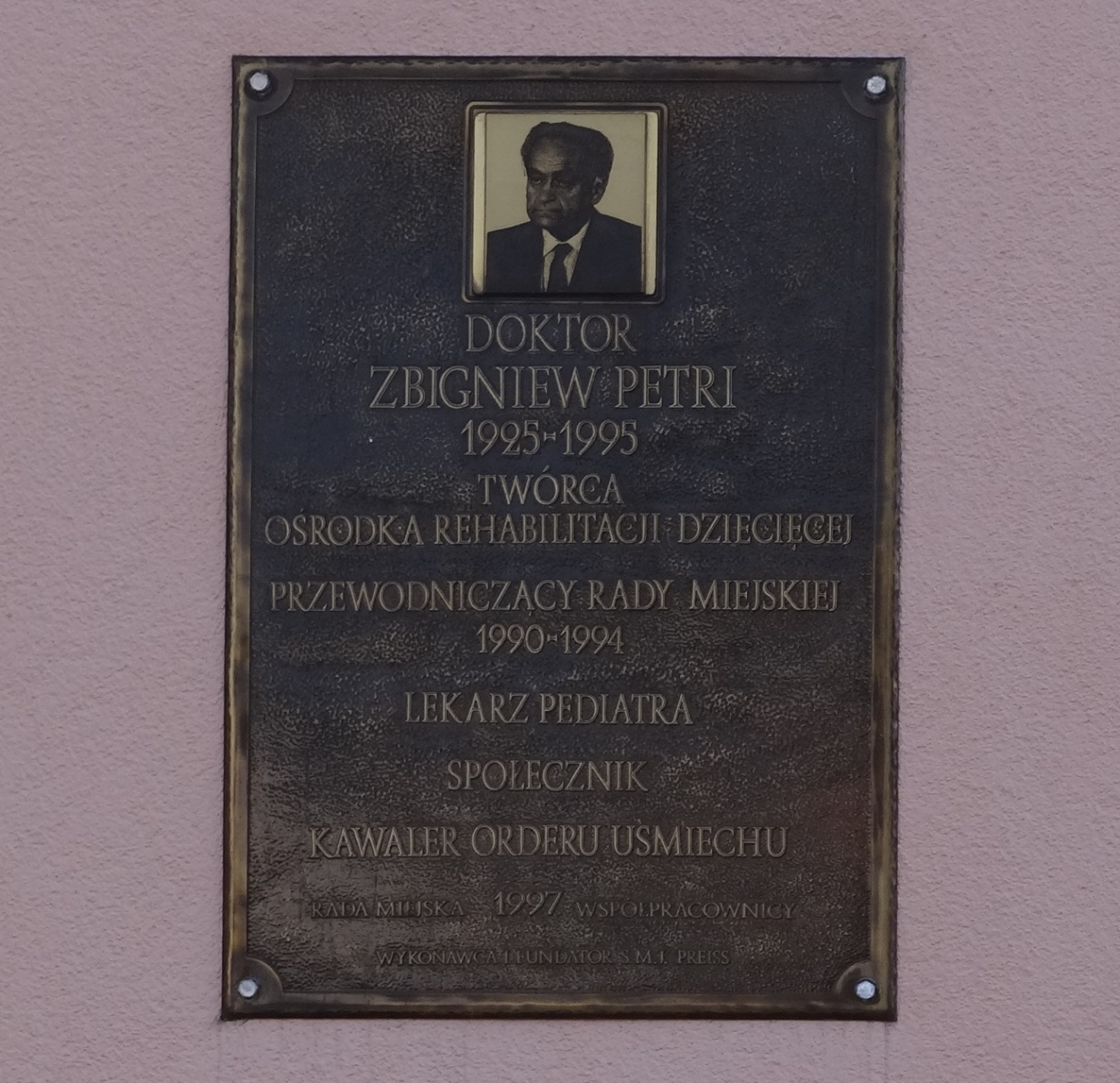
Tablica upamiętniająca doktora Zbigniewa Petriego

W 1989 r. nastąpiła transformacja systemowa ukierunkowana na budowę wolnego rynku i stworzenie społeczeństwa obywatelskiego. W 1991 r. dyrektorem szpitala został inż. Janusz Rosochacki. W 1993 r. Wojewódzki Ośrodek Rehabilitacji Dziecięcej przy ul. Staszica 16, którego dyrektorem był dr Zbigniew Petri, został podporządkowany Samodzielnemu Publicznemu Zakładowi Opieki Zdrowotnej przy ul. Wojska Polskiego 27 z nazwą Ośrodek Rehabilitacji. W 1995 r. utworzono przy szpitalu gabinet promocji zdrowia, gdzie była zafunkcjonowała Szkoły Rodzenia. Zajęcia odbywały się przy ul. Staszica. W 1996 r. dyrektorem szpitala został lek. Ryszard Chmurowicz, którym był do 1997 r. W latach 1997 do 1999 r. funkcję dyrektora szpitala sprawowało kilka osób.
Szpital Powiatowy po reformie administracyjnej
W 1999 r. w ramach kolejnej reformy administracyjnej powstał powiat stargardzki, a organem zarządzającym szpitalem został Powiatowy Związek Samorządowy, który przejął na własność szpital miejski nadając mu rangę szpitala powiatowego. Podległym szpitalowi oprócz obiektów przy ul. Wojska Polskiego był również oddział okulistyki i laryngologii przy ul. 11 Listopada, oddział rehabilitacji przy ulicy Staszica 16 (383 łóżek) oraz Przychodnia Specjalistyczna nr 1 przy ulicy Słowackiego 11. W 1999 r. dyrektorem szpitala został lek. Ryszard Chmurowicz.
Rozbudowa szpitala, zakup specjalistycznego sprzętu, funkcjonowanie do 2010
Na przełomie lat 90. XX wieku rozpoczął się proces reformy służby zdrowia w Polsce co miało znaczący wpływ na organizację, restrukturyzację, funkcjonowanie i rozbudowę stargardzkiego szpitala. Blisko stuletnie i przestarzałe budynki szpitala przy ul. Wojska Polskiego były przedmiotem starań o rozbudowę szpitala. W latach 1999–2001 zakupiono specjalistyczny sprzęt, w tym: aparat RTG przewoźny z torem wizyjnym, echokardiograf, mammograf, parametr statyczny do diagnostyki jaskry, aparat do znieczulenia i tomograf komputerowy. W 2001 r. w stargardzkim szpitalu otwarta została pracownia tomografii komputerowej. W 2001 r. nad zdrowiem mieszkańców miasta i powiatu czuwało 63 lekarzy, 206 pielęgniarek, 34 położne, 72 osoby innego średniego personelu medycznego, 71 salowych oraz 120 osób obsługi administracyjno-gospodarczej, ogółem 581 osób. Hospitalizowano w 2000 r. 14 442 osób, odbyły się 1003 porody. Na przełomie lat 2000/2001 zlikwidowano gabinet promocji zdrowia. W sierpniu 2002 r. wizytowała stargardzki szpital stała sejmowa podkomisja do kontroli realizacji inwestycji wieloletnich stwierdzając, że rozbudowa szpitala w Stargardzie będzie kontynuowana.
W 2003 r. Szpital Powiatowy w Stargardzie przyjął około 15 tys. pacjentów. Od 2004 r. funkcjonował w pracowni tomograficznej aparat firmy GE. W 2014 r. firma Siemens sprowadziła do szpitala nowy tomograf, który funkcjonuje do dziś. Szpital w 2004 r. dysponował 10 oddziałami o łącznej liczbie 385 łóżek.
Pawilon szpitalny 2B

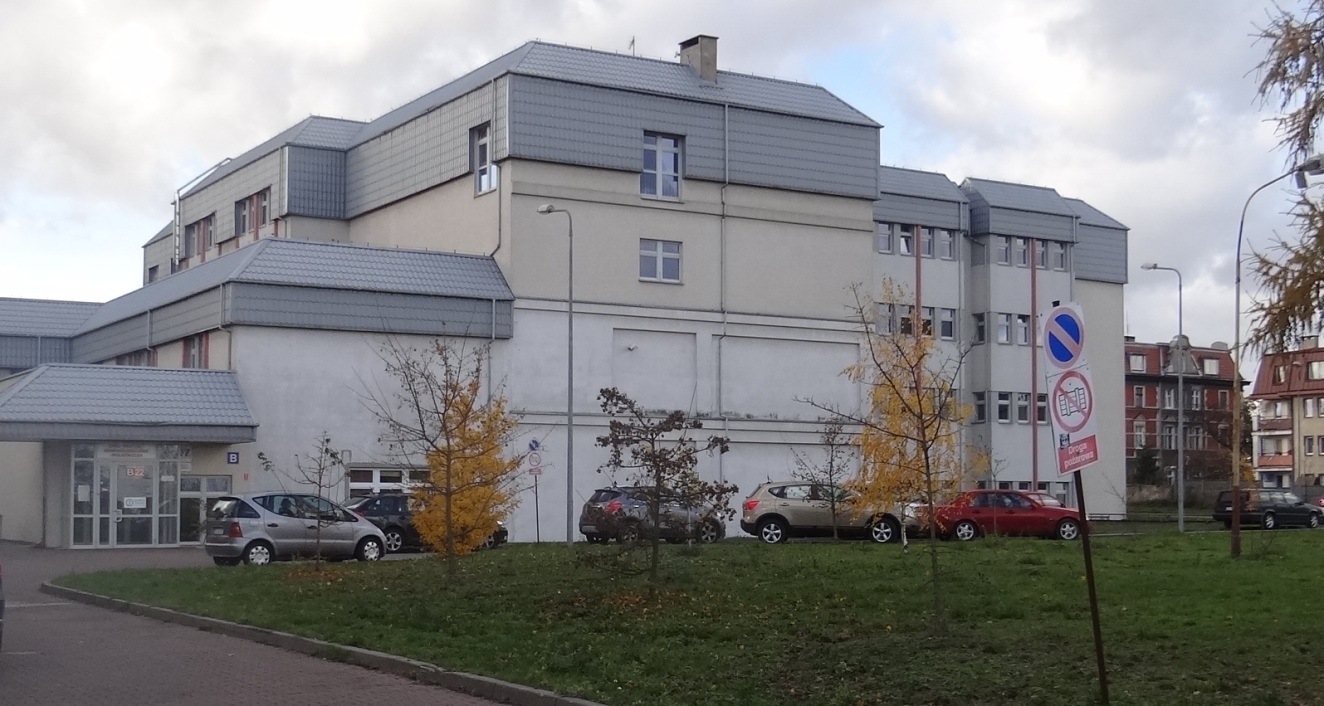
Szpital 2005/2015r.

W marcu 2005 r. w wyniku konkursu dyrektorem szpitala został Jan Kalinowski. W tym samym roku oddano nowy pawilon szpitalny blok „2B”, gdzie zafunkcjonowały następujące oddziały: ginekologiczno-położniczy, rooming-in wraz z oddziałem noworodkowym, chirurgiczny ogólny, blok operacyjny, oddział otolaryngologiczny, okulistyczny jednego dnia, urazowo-ortopedyczny zespołu chirurgii jednego dnia, centralna sterylizacja, poradnia ginekologiczno-położnicza i neonatologiczna, mieszczą się tutaj także pracownie: bronchoskopowa i audiologii. Na parterze budynku „2B” znajdują się pracownia audiometrii i poradnia medycyny paliatywnej.
Przyszpitalna szkoła rodzenia

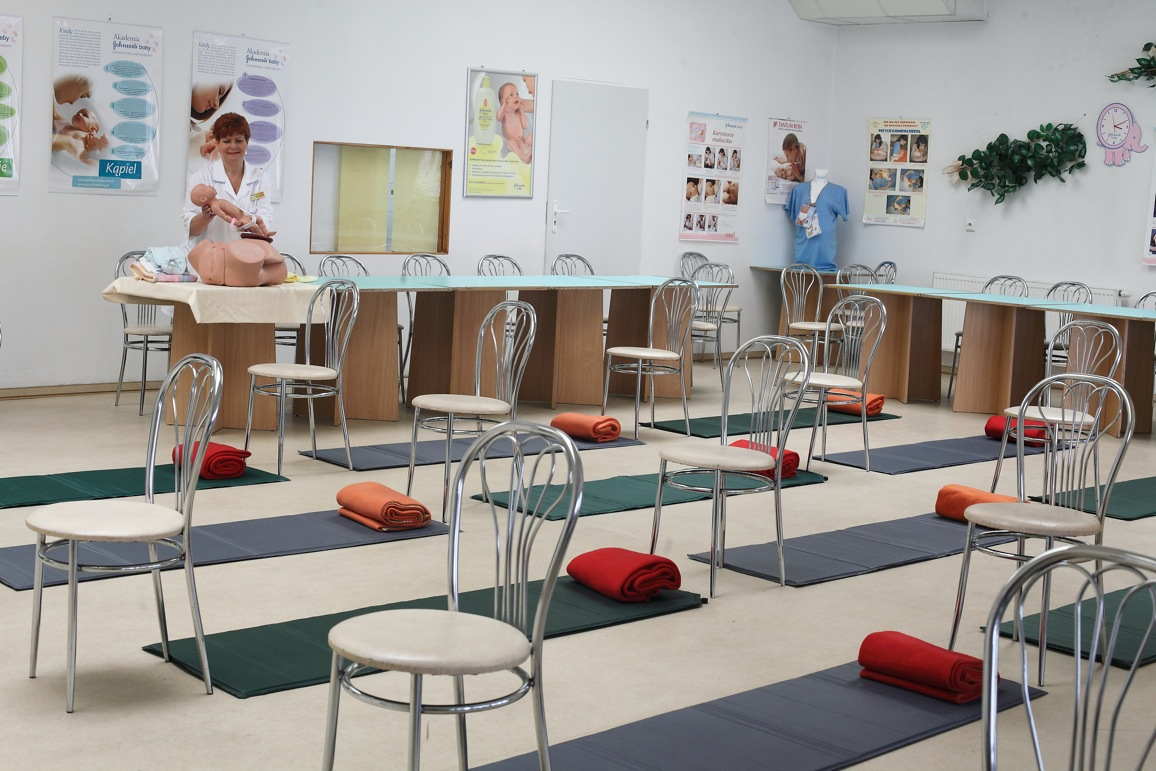
Szpital 2007 r.

Od 2007 r. prowadziła działalność przyszpitalna szkoła rodzenia współfinansowana przez miasto Stargard. Pomysłodawcą projektu była naczelna pielęgniarka szpitala Krystyna Smolarek, a koordynatorem oddziałowa oddziału ginekologiczno-położniczego Maria Szelkowska. W listopadzie 2007 r. po rezygnacji dyrektora Jana Kalinowskiego nowym dyrektorem została w grudniu Grażyna Gregorowicz, która wcześniej zarządzała szpitalem w Świebodzinie.
Modernizacja szpitala, budowa stacji dializ, SOR
W sierpniu 2008 r. została odwołana dyrektor Grażyna Gregorowicz. W latach 2006–2010 została przeprowadzona modernizacja zabytkowego budynku A. Mieszczą się tu pracownie rtg, usg, tomografii komputerowej, mammografii, poradnia gastroenterologiczna z pracownią endoskopii, laboratorium mikrobiologii, poradnia kardiologiczna z pracownią diagnostyczną, poradnia paliatywna, oddział anestezjologii i intensywnej terapii oraz oddział chorób wewnętrznych. Wykonano kompleksową modernizację oddziału pediatrycznego oraz wybudowano szpitalny oddział ratunkowy, remont budynku J, będący siedzibą administracji szpitala i części poradni specjalistycznych. Budowa pawilonu położniczo-ginekologicznego wraz z modernizacją szpitala w Stargardzie pochłonęła do roku 2009 ponad 110 milionów złotych.

### Funkcjonowanie szpitala w latach 2010–2017
27 maja 2010 r. odwołano Dariusza Lewińskiego ze stanowiska dyrektora SP ZZOZ w Stargardzie. Nowym dyrektorem został Jacek Siwulski. W lipcu 2010 r. firma Fresenius Nephrecare dobudowała do budynku „2B” stację dializ oraz nowoczesną salę operacyjną i sale łóżkowe na oddziale chirurgii ogólnej.
Zmiana lokalizacji oddziału okulistyki i laryngologii

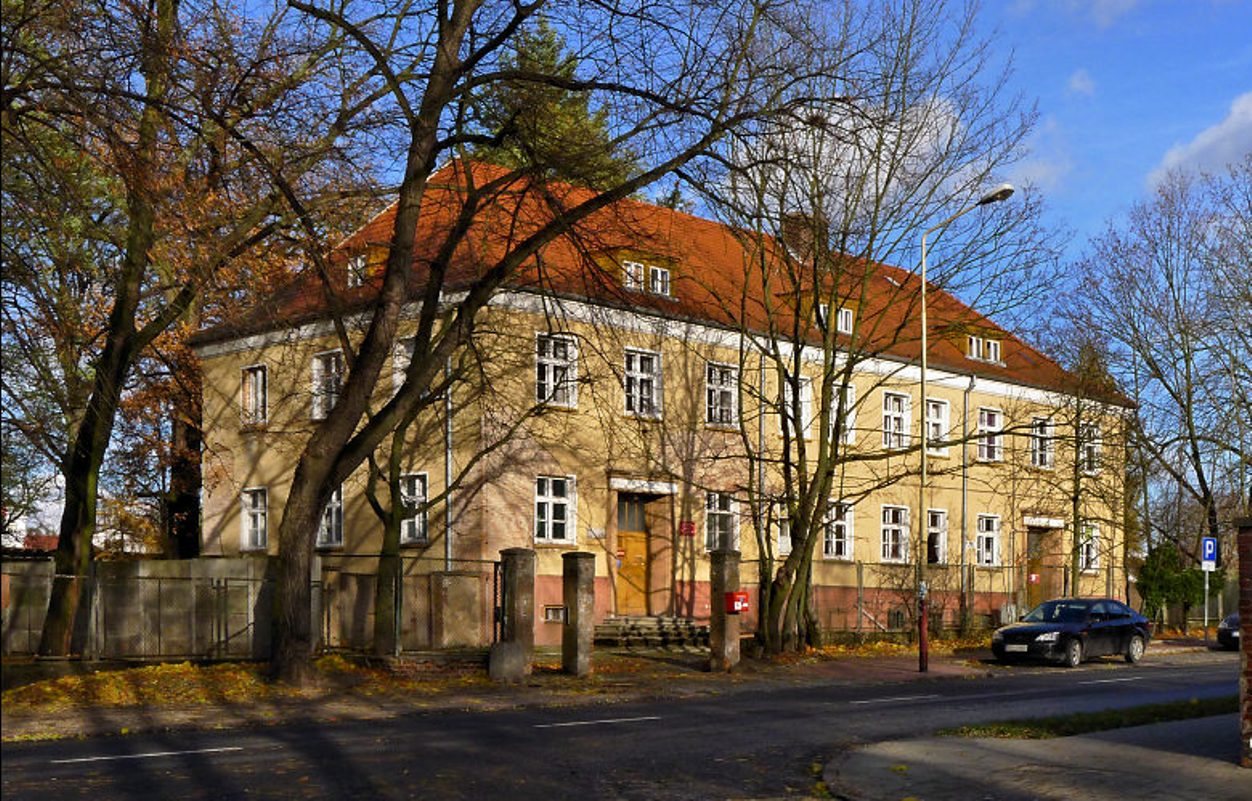
Były oddział okulistyczny i laryng.

W 2010 r. oddział okulistyki i laryngologii będący przy ul. 11 Listopada (w latach 50/60 był tu oddział gruźlicy płuc) przeniesiono do głównego obiektu przy ulicy Wojska Polskiego, gdzie kontynuowano modernizację pozostałych obiektów w tym w kompleksie szpitalnym oraz przy ul. Staszica, budynek szpitalny z ul. 11 Listopada został w 2012 r. sprzedany prywatnemu właścicielowi. W listopadzie 2010 r. oddział okulistyki szpitala przy ul. Wojska Polskiego dysponował najnowszym w Polsce sprzętem do wykonywania operacji usuwania zaćmy. W grudniu 2010 r. zamknięto pracownię mammografii stargardzkiego, gdyż mammograf przestał spełniać normy prawa atomowego. Od 1 marca 2011 r. badania były wykonywane ponownie w budynku szpitala.
W 2010 r. Samodzielny Publiczny Zespół Zakładów Opieki Zdrowotnej zatrudniał ogółem 608 osób. W 2010 r. szpital w ramach Regionalnego Programu Operacyjnego ze środków unijnych zakupił sprzęt i aparaturę medyczną za ok. 3,3 mln zł.
Pikieta pracowników szpitala, przebudowa oddziału rehabilitacji, ponowne funkcjonowanie szpitalnego oddziału ratunkowego
W marcu 2011 r. odbyła się pikieta pielęgniarek i położnych zatrudnionych w stargardzkim szpitalu. W końcu 2011 r. i na początku 2012 r. przebudowano jedno z pięter szpitalnego oddziału rehabilitacji przy ul. Staszica kosztem pół miliona złotych z budżetów: miasta i powiatu. Zakup sprzętu dofinansował Państwowy Fundusz Rehabilitacji Osób Niepełnosprawnych (PFRON). 1 czerwca 2012 r. szpitalny oddział ratunkowy po spełnieniu procedur rozpoczął ponownie swoją działalność. Z dniem 27 lutego 2013 r. szpital przyjął, zgodnie z uchwałą nr XXVII/365/13 Rady Powiatu, nazwę Samodzielny Publiczny Wielospecjalistyczny Zakład Opieki Zdrowotnej.
Funkcjonowanie szpitala w latach 2013–2014
12 lipca 2013 r. starosta stargardzki przekazał akt nadania imienia doktora Zbigniewa Petriego Szpitalowi Rehabilitacyjnemu SPW ZOZ w Stargardzie. Z końcem grudnia 2013 r. dyrektor Jacek Siwulski nieoczekiwanie zrezygnował z zajmowanego stanowiska. W wyniku konkursu został w 2014 r. naczelnym lekarzem szpitala.
Zmiany organizacyjne w ramach restrukturyzacji szpitala w latach 2014–2017
Na początku 2014 r. Zarząd Powiatu rozpisał konkurs, który nie wyłonił dyrektora. Obowiązki dyrektora powierzono Ewie Bobrowicz-Jadackiej, księgowej stargardzkiego SPW ZOZ. 1 lipca 2014 r. Zarząd Powiatu zatrudnił nowego dyrektora Annę Skierkowską. W lutym 2014 r. oddział neonatologiczny stargardzkiego szpitala otrzymał od fundacji Wielkiej Orkiestra Świątecznej Pomocy nowoczesną lampę do fototerapii noworodków oraz dla wcześniaków. W lutym 2015 r. zakończył się remont szpitalnego laboratorium. 30 listopada 2015 r. po 40 latach pracy przeszła na emeryturę oddziałowa oddziału ginekologiczno-położniczego i neonatologicznego stargardzkiego szpitala Maria Szelkowska (kilka tysięcy odebranych porodów, laureatka wielu nagród, w tym plebiscytu Hipokrates na najlepszą położną). W 2015 r. nad zdrowiem mieszkańców miasta i powiatu czuwało 119 lekarzy, 177 pielęgniarek, 43 położne, 104 osoby innego średniego personelu medycznego, 6 salowych oraz 79 osób obsługi administracyjno-gospodarczej, ogółem 528 osób. Hospitalizowano w ciągu 2015 r. 14 399 osób, SOR przyjął około 30 tysięcy osób, odbyło się 986 porodów, w tym ponad 400 po cesarskich cięciach. W 2015 r. szpital uzyskał certyfikat poświadczający włączenie do sieci EARS – Net Polska oraz uzyskał certyfikat systemu zarządzania jakością według normy ISO 9001.
W 2015 r. minęło 136 lat od powstania niemieckiego szpitala Moviusa, a w sierpniu 70 lat od rozpoczęcia funkcjonowania polskiego stargardzkiego szpitala po wojnie. 4 lutego 2016 r. dyrektor szpitala Anna Skierkowska została odwołana. Radny powiatu, były starosta stargardzki Waldemar Gil, ocenił, że powody odwołania były polityczne. Jednostką kierowała główna księgowa szpitala mgr Ewa Bobrowicz-Jadacka do 21 marca 2016 r. Zarząd Powiatu powierzył pełnienie obowiązki Pawłowi Bakunowi ze Szczecina. W maju 2016 r. został rozpisany konkurs. Dyrektorem został Paweł Bakun. W 2016 r. szpital otrzymał ponad 2,5 mln zł z budżetu powiatu. 1 listopada 2016 r. został na stargardzkim SOR wprowadzony system triaż.
W 2017 r. szpital powiatowy działał jako Samodzielny Publiczny Wielospecjalistyczny Zakład Opieki Zdrowotnej im. Kazimierza Dłuskiego i mieści się w dwóch obiektach, przy ul. Wojska Polskiego znajduje się Szpital Wielospecjalistyczny, Ambulatoryjna Opieka Specjalistyczna i Diagnostyczna oraz Administracja, przy ul. Staszica znajduje się Szpital Rehabilitacyjny im. dr Zbigniewa Petriego oraz Ambulatoryjna Opieka Specjalistyczna i Rehabilitacyjna. 1 maja 2017 r. w szpitalu rozpoczęły działalność nowe poradnie specjalistyczne w ramach umowy z Narodowym Funduszem Zdrowia: poradnia urologiczna, chorób naczyń oraz neurologii dziecięcej. 27 czerwca 2017 r. podczas sesji rady miejskiej wręczono medal Zasłużony dla Miasta Stargard doktor Marii Lisowskiej. 20 września 2017 r. rada powiatu stargardzkiego powołała nową Radę Społeczną SPW ZOZ. 26 września 2017 r. rozwiązano umowę na pełnienie funkcji dyrektora SPW ZOZ z Pawłem Bakunem. Ostatecznie do końca 2017 r. pozostał dyrektorem szpitala. 1 października 2017 r. w przychodni przyszpitalnej (budynek J) rozpoczęła się działalność nocna i świąteczna opieka.

### Funkcjonowanie szpitala w latach 2018–2020
Restrukturyzacja i działalność w latach 2018–2020
Z dniem 15 grudnia 2017 r. władze powiatu rozpoczęły procedurę wyboru dyrektora Samodzielnego Wielospecjalistycznego Publicznego ZOZ- u. W dniu 11 stycznia 2018 r. komisja konkursowa wybrała Krzysztofa Kowalczyka, do niedawna prezesa Stargardzkiej Agencji Rozwoju Lokalnego, który przejął zarządzanie szpitalem 15 stycznia 2018. W kwietniu 2018 r. szpital otrzymał 1,5 mln zł z budżetu miasta na wydatki majątkowe. W czerwcu 2018 radni stargardzcy dofinansowali zakup respiratora z możliwością regulacji stężenia tlenu na potrzeby Oddziału Anestezjologii i Intensywnej Terapii oraz respiratora transportowego na potrzeby SOR. 11 października 2018 nastąpiło otwarcie pracowni RTG ze sprzętem amerykańskiej firmy Carestream. W szpitalu trwała wymiana sprzętu na nowy, przybyło go za ponad 2,5 mln zł (to m.in. środki miasta i powiatu), w tym dwa respiratory. Rozpoczęła się modernizacja oddziału pediatrycznego dla małych dzieci.
19 marca 2019 Rada Społeczna szpitala zainaugurowała kadencję. Funkcję przewodniczącej pełni Iwona Wiśniewska (starosta stargardzki). 26 sierpnia 2019 szpital zakupił specjalistyczny mikroskop operacyjny. Nastąpiło przeniesienie trzech poradni z placówki przy ul. Staszica na ul. Wojska Polskiego. 1 października 2019 w stargardzkim szpitalu ruszył program koordynowanej opieki nad kobietą w ciąży. 18 grudnia 2019 uchwalono program naprawczy szpitala na lata 2019–2021.

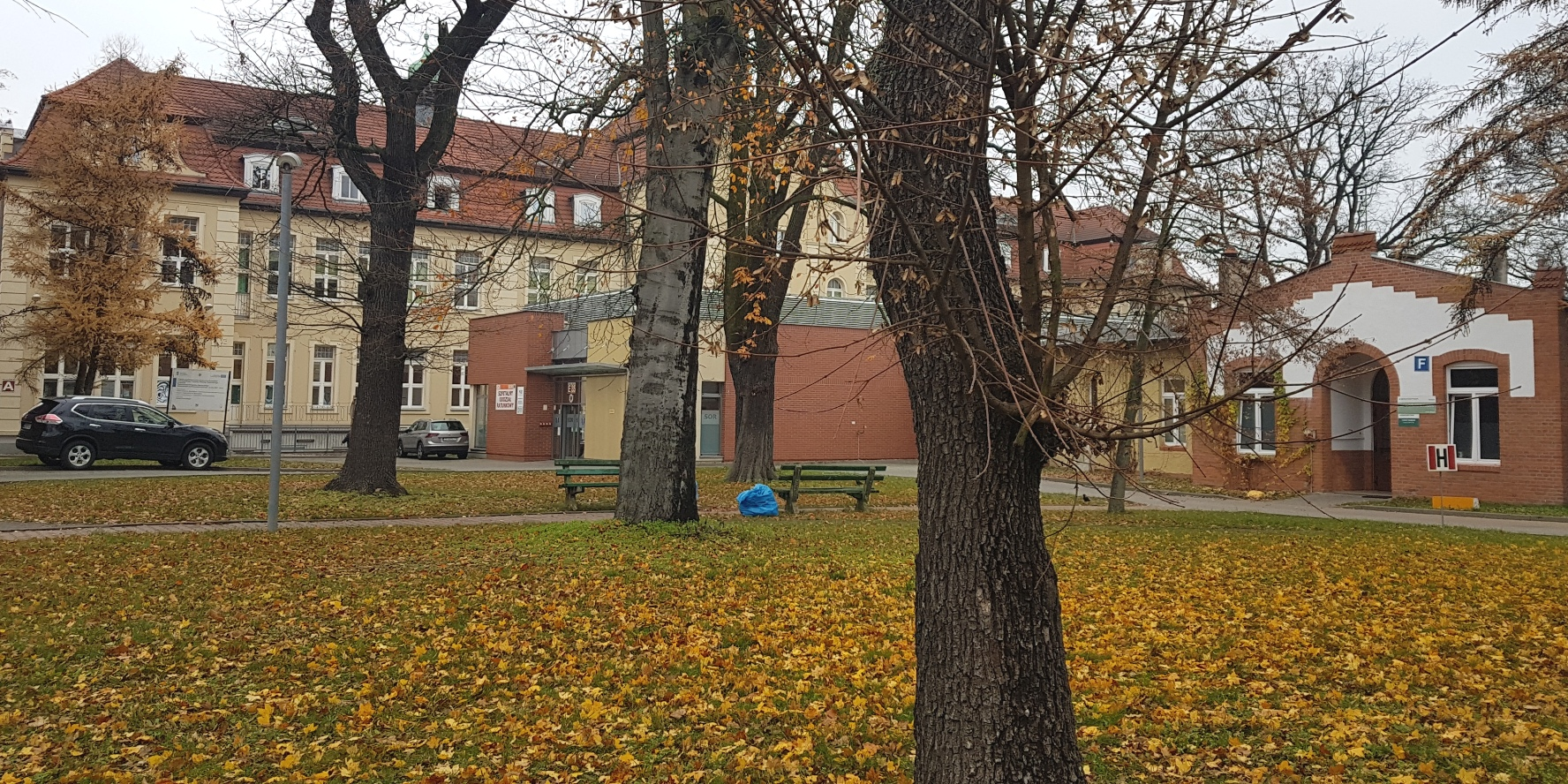
Szpital, SOR, laboratorium (2019)

W 2019 stargardzki szpital powiatowy otrzymał 660 tysięcy złotych z budżetu miasta Stargard i zakupił specjalistyczne wyposażenie (m.in. nowy stół operacyjny na oddział ginekologiczno-położniczy, mikroskop do zabiegów laryngologicznych, wideogastroskop do badań górnego odcinka przewodu pokarmowego i wideokolonoskop do diagnostyki dolnego odcinka przewodu pokarmowego). 9 stycznia 2020 rozpoczął się pierwszy kurs w szkole rodzenia. 28 stycznia 2020 Stowarzyszenie „Edukacja – Zdrowie – Aktywność”, działające od 2016, otworzyło swoją nową siedzibę na terenie szpitala (ul. Wojska Polskiego 27). W marcu 2020 nastąpiły zmiany w funkcjonowaniu szpitala przy ul. Wojska Polskiego i przy ul. Staszica ze względu na stan zagrożenia epidemicznego. Ograniczone zostały wszystkie planowane przyjęcia pacjentów do oddziałów szpitalnych, powstał oddział covidowy.

## Patron szpitala
Patronem szpitala jest Kazimierz Dłuski (1855–1930), polski lekarz ftyzjatra i społecznik oraz działacz polityczny związany z PPS, szwagier Marii Skłodowskiej-Curie.

### Kaplice szpitala
W Szpitalu Powiatowym przy ul. Wojska Polskiego oraz przy ul. Staszica funkcjonują dwie kaplice przyporządkowane parafii św. Józefa przy kościele św. Jana w Stargardzie.
W latach 50. i 60. kaplica szpitalna przy ul. Wojska Polskiego była w budynku C, a od lat 70. do 2009 r. w budynku D. Posługę duszpasterską w szpitalu sprawował kapelan z parafii św. Józefa. Nowa kaplica powstała w lipcu 2009 r., w październiku została poświęcona przez ks. arcybiskupa Mariana Przykuckiego. Posługę w szpitalu od 2001 r. sprawował ks. kapelan Bogdan Sosnowski, od 2014 r. kapelanem szpitala jest ponownie ksiądz z parafii św. Józefa.
Kaplica szpitalna przy ul. Staszica 16 funkcjonuje w budynku A. Posługę duszpasterską sprawuje ks. Ryszard Kaczor SChr, kapelan szpitala.

## Struktura szpitala, dyrektorzy, personel
Szpital Powiatowy w Stargardzie stanowi część Samodzielnego Publicznego Wielospecjalistycznego Zespołu Opieki Zdrowotnej.

### Dyrekcja szpitala
Stan na dzień 12 maja 2024 r.:
- Krzysztof Kowalczyk, dyrektor (od 15.01.2018)
- lek. Barbara Turkiewicz, zastępca dyrektora ds. lecznictwa
- Rafał Dziubek, zastępca dyrektora ds. medycznych i organizacyjno-prawnych

### Struktura organizacyjna[50]
- Dyrektor
- Administracja
- Szpital Wielospecjalistyczny
- Ambulatoryjna Opieka Specjalistyczna i Diagnostyczna
- Szpital Rehabilitacyjny
- Ambulatoryjna Opieka Specjalistyczna i Rehabilitacyjna

Oddziały
Szpital dysponuje następującymi oddziałami i poradniami:
- szpitalny oddział ratunkowy
- anestezjologii i intensywnej terapii
- chorób wewnętrznych z salą intensywnego nadzoru kardiologicznego
- pediatryczny
- chirurgiczny ogólny
- okulistyczny – zespół chirurgii jednego dnia
- otolaryngologiczny
- neonatologiczny
- położniczo-ginekologiczny
- rehabilitacyjny
- rehabilitacji neurologicznej
- blok operacyjny z centralną sterylizatornią

Laboratoria, pracownie, poradnie, apteka
- laboratorium mikrobiologiczne
- laboratorium analityczne
- zespół pracowni diagnostycznych:
  - RTG
  - USG
  - Tomografii Komputerowej
  - endoskopii
  - echokardiografii
  - EKG wysiłkowe i Holtera,
  - audiometrii (badanie słuchu)
  - perymetrii statycznej
  - bronchoskopowa
- poradnia alergologiczna
- poradnia medycyny paliatywnej
- poradnia chirurgii ogólnej
- poradnia okulistyczna
- poradnia kardiologiczna
- pracownia badań czynnościowych
- poradnia chirurgii urazowo-ortopedycznej
- poradnia gastroenterologiczna
- poradnia diabetologiczna
- poradnia otolaryngologiczna
- poradnia ginekologiczno-położnicza
- poradnia neonatologiczna
- poradnia reumatologiczna
- poradnia wad postawy
- poradnia dermatologiczna
- poradnia gruźlicy i chorób płuc
- apteka zakładowa
- sterylizatornia

### Dyrektorzy szpitala (1945–2025)
Pierwszym dyrektorem polskiego szpitala w 1945 r. był dr Bolesław Kaczyński. W większości dyrektorami byli lekarze. Najdłużej funkcję dyrektora pełnił lek. Tadeusz Kalinowski, zarządzał szpitalem ponad 17 lat. W ostatnich 35 latach funkcjonowania szpitala dyrektor zmieniał się dwadzieścia dwa razy.
W latach od 1945 do 2025 zarządzający szpitalem byli następujący dyrektorzy:
- dr Bolesław Kaczyński – (1945–31.08.1950)
- dr Edward Tadlewski – (01.09.1950–25.07.1952)
- dr Jerzy Tuz – (01.04.1953–30.06.1955)
- lek. Tadeusz Kalinowski – (15.10.1955–31.01.1973)
- lek. Eugeniusz Barełkowski – (01.07.1973–15.06.1982)
- lek. Lesław Jakubowski – (22.03.1982–26.06.1985)
- lek. Krzysztof Czarnecki – (27.06.1985–12.06.1991)
- mgr inż. Janusz Rosochacki – (13.06.1991–30.11.1996)
- lek. Ryszard Chmurowicz – (01.12.1996–15.04.1997)
- lek. Ewa Kowalska – (p.o.16.04.1997–30.06.1997)
- lek. Anna Stencel-Dębska – (01.07.1997–27.10.1997)
- mgr Emilia Aftewicz – (p.o. 01.11.1997–31.12.1997)
- lek. Paweł Zienkiewicz – (01.01.1998–30.10.1998)
- lek. Jerzy Sowa – (02.11.1998–26.05.1999)
- lek. Marzena Bukiel – (p.o. 27.05.1999–19.09.1999)
- lek. Ryszard Chmurowicz – (20.09.1999–15.05.2005)
- lek. Jan Kalinowski – (16.05.2005–30.11.2007)
- mgr Grażyna Gregorowicz – (01.12.2007–25.07.2008)
- lek. Jacek Siwulski – (p.o. 26.07.2008–06.08.2008)
- lek. Dariusz Lewiński – (07.08.2008–26.05.2010)
- lek. Jacek Siwulski – (27.05.2010–31.12.2013)
- mgr Ewa Bobrownik-Jadacka – (p.o. 01.01.2014–30.06.2014)
- mgr Anna Skierkowska – (01.07.2014–31.03.2016)
- mgr Paweł Bakun – (p.o. 01.04.2016–07.07.2016), (08.07.2016–31.12.2017)
- lek. spec. Beata Skobel – (p.o. 01.01.2018–15.01.2018)
- mgr Krzysztof Kowalczyk – (15.01.2018–30.06.2025)[79]
- mgr Rafał Dziubek – (p.o. od 01.07.2025)[79]